# Tassilo Festetics de Tolna
Tassilo kníže Festetics de Tolna (maďarsky Tolnai herceg Festetics Tasziló, německy Tassilo Fürst Festetics von Tolna) (5. května 1850 Vídeň – 4. května 1933 Keszthely) byl uherský šlechtic, politik a velkostatkář. Po studiích v zahraničí se zapojil do veřejného života, patřil k největším pozemkovým vlastníkům v Uherském království a proslul především přestavbou zámku Keszthely, který dnes patří k významným turistickým cílům v Maďarsku. Jako chovatel dostihových koní patřil k předním osobnostem společenského života, v letech 1905–1918 zastával čestný úřad nejvyššího hofmistra Uherského království. Byl rytířem Řádu zlatého rouna a v roce 1911 získal titul knížete. K jeho potomstvu patří mimo jiné rakouská herečka princezna Ira von Fürstenberg nebo bývalý český ministr zahraničí Karel Schwarzenberg.

## Životopis

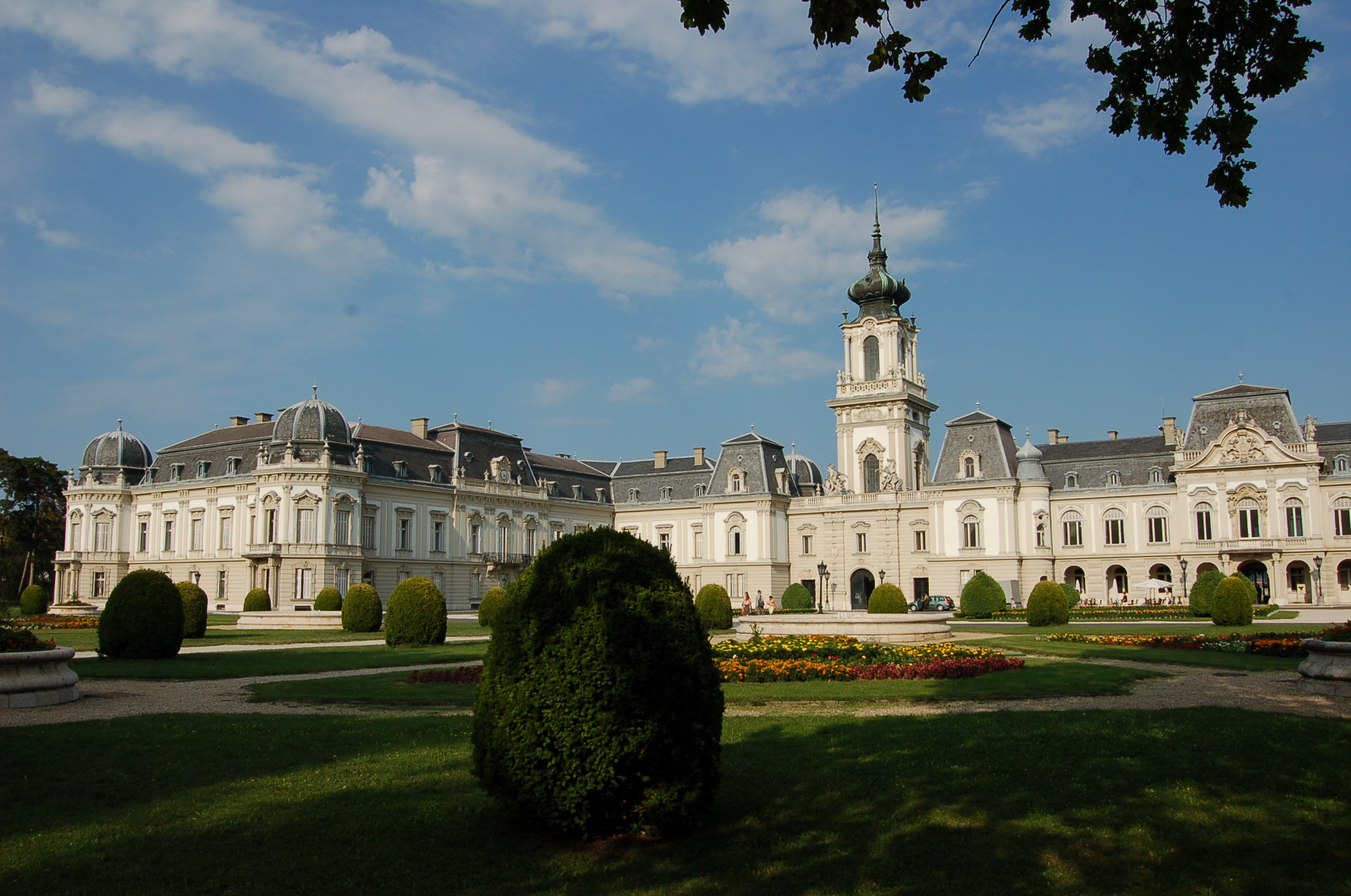
Zámek Keszthely

Pocházel ze starého uherského šlechtického rodu Festeticsů chorvatského původu, narodil se jako nejstarší syn ministra uherské vlády a nejvyššího hofmistra Györgye Festeticse (1815–1883), matkou byla Eugenie, rozená hraběnka Erdödyová (1826–1894). Jeho kmotrem byl strýc Tassilo Festetics (1813–1883), generál rakousko-uherské armády. Studoval v Anglii, po návratu byl od roku 1875 poslancem uherského zemského sněmu a v roce 1882 byl jmenován c. k. komořím. V roce 1883 po otci převzal rodové dědictví a stal se dědičným členem uherské Sněmovny magnátů. V roce 1890 byl jmenován c. k. tajným radou a od roku 1895 zastával čestný post nejvyššího číšníka (Pincernarum Regalium Magister) Uherského království. Nakonec byl v letech 1906–1918 uherským nejvyšším hofmistrem. Za zásluhy obdržel v roce 1896 Řád zlatého rouna, později se stal nositelem velkokříže Leopoldova řádu (1916). Dne 21. června 1911 byl povýšen na knížete. Knížecí titul s nárokem na oslovení Jasnost (Durchlaucht) byl udělen v primogenituře, to znamená, že knížetem byl vždy nejstarší syn, ostatní členové rodu užívali nadále titul hrabě a hraběnka.

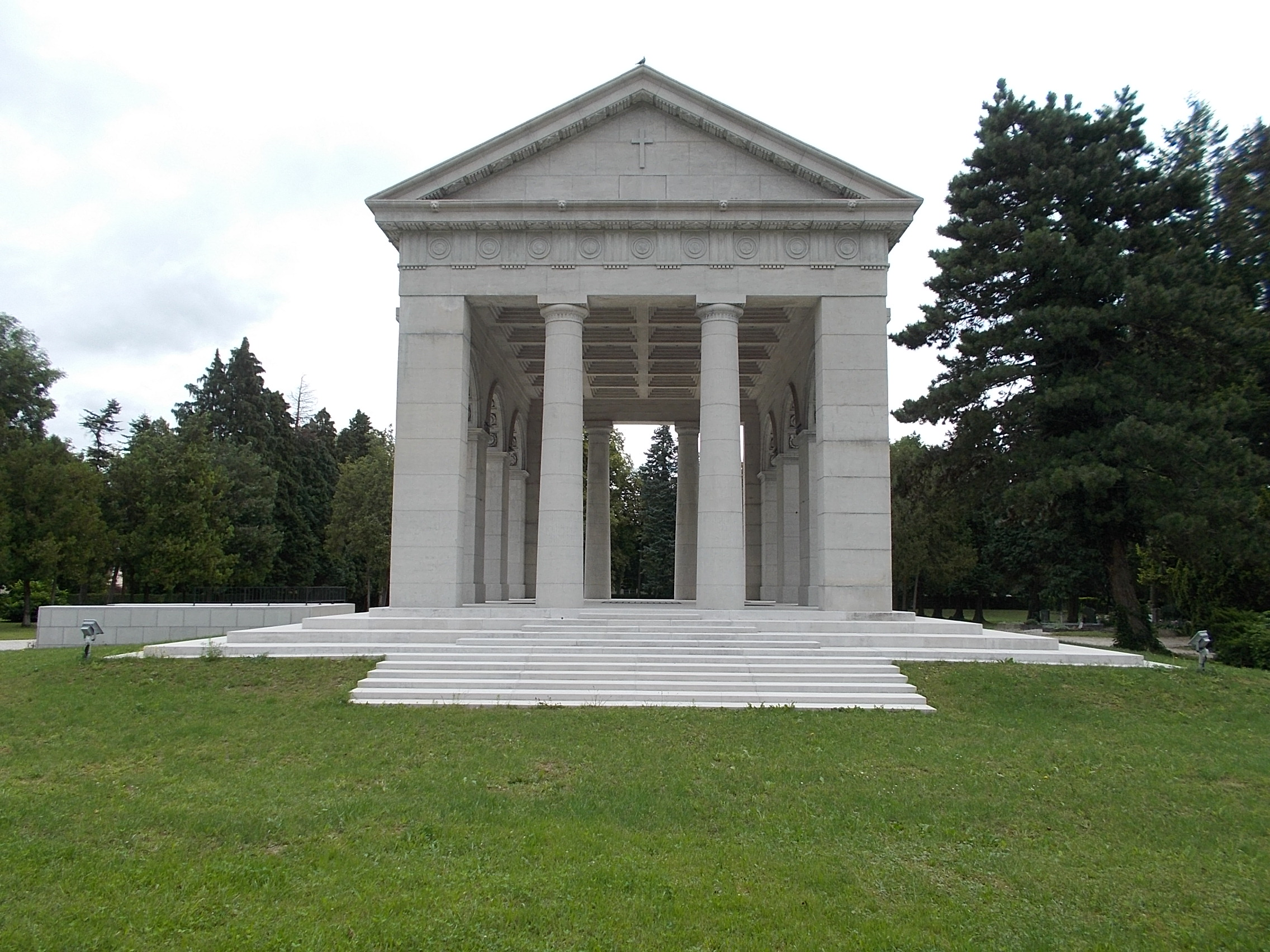
Mauzoleum Festeticsů v Keszthely

Po otci byl dědicem velkostatků v župách Somogy a Zala, patřilo mu téměř 65 000 hektarů půdy, což jej řadilo mezi největší vlastníky půdy v Uhrách. Hned po převzetí majetku přistoupil k radikální přestavbě zámku Keszthely (1883–1887). Podílel se také na celkovém rozvoji oblasti Balatonu, proslul také jako chovatel koní a dobytka. Pořádal velkolepé hony navštěvované řadou významných osobností evropské aristokracie. Choval také dostihové koně, s nimiž dosáhl řady úspěchů v celém Rakousku-Uhersku. V Keszthely založil střední školu a za první světové války zřídil vojenskou nemocnici. Další statky mu patřily poblíž hranic s Chorvatskem, na panství Csurgó se nacházel zámek Berzence, který v roce 1887 navštívil korunní princ Rudolf. Kromě toho vlastnil dva paláce ve Vídni a Budapešti.
Zemřel na zámku Keszthely 4. května 1933 den před svými 83. narozeninami. Jeho pohřbu se kromě početného zástupu šlechty zúčastnil také Miklós Horthy a několik ministrů maďarské vlády. Pohřben byl v rodovém mauzoleu na hřbitově v Keszthely, které nechal postavit v roce 1925 po úmrtí své manželky.

## Rodina

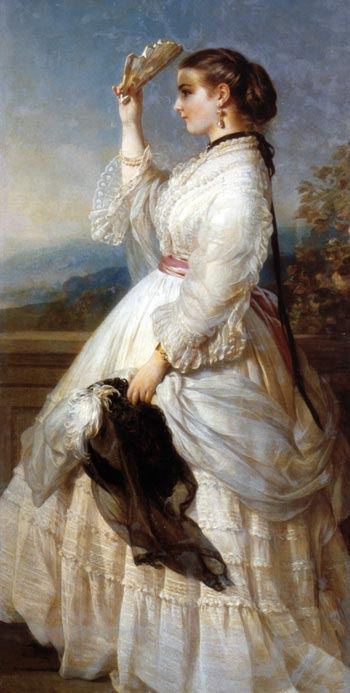
Lady Mary Victoria Hamilton (1865), manželka Tassila Festeticse

V roce 1880 se v Budapešti oženil s Mary Victorií Hamiltonovou (1850-1922), která patřila k nejvyšší britské šlechtě a byla dcerou 11. vévody z Hamiltonu. Poprvé byla provdaná od roku 1870 za pozdějšího monackého knížete Alberta, manželství bylo rozvedeno v roce 1880. Podle bulvární historky tradované v rodové historii manželku získal vítězstvím v hazardní hře s monackým princem Albertem. Mary Victoria na tento obchod nejprve odmítla přistoupit, ale po osobním setkání s Festeticsem nakonec se sňatkem souhlasila. Podle dochovaných archivních pramenů měl ale její rozvod s princem Albertem širší politické souvislosti. Mary Victoria byla později c. k. palácovou dámou a dámou Řádu hvězdového kříže. Z jejich manželství se narodily čtyři děti. Pokračovatelem rodu a dědicem knížecího titulu byl jediný syn György Tassilo (respektive Tassilo II.), dcery se svými sňatky spříznily s rodinami několika rakouských předsedů vlády:
- 1. Marie Matylda Georgina (1881–1953), ∞ 1902 Karel Emil princ z Fürstenbergu (1867–1945), c. k. tajný rada, komoří, rakousko-uherský velvyslanec ve Španělsku 1913–1918, rytíř Řádu zlatého rouna[10]
- 2. György Tasziló József, 2. kníže Festetics de Tolna (1882–1941), důstojník rakousko-uherské armády, diplomat, velvyslanecký rada v Londýně, 1933 dědic knížecího titulu ∞ 1938 Marie hraběnka Haugwitz (1900–1972)
- 3. Alexandra Olga (1884–1963), 1. ∞ 1905 Karel Otto princ Windischgrätz (1871–1915), c. k. komoří, plukovník, bratranec rakouského předsedy vlády Alfreda Windischgrätze, 2. ∞ 1917 Ervín František princ Hohenlohe-Waldenburg-Schillingsfürst (1890–1951), syn rakouského předsedy vlády prince Konrada Hohenlohe[11]
- 4. Karola Friderika (1888–1951), ∞ 1924 Oskar svobodný pán Gautsch von Frankenthurn (1879–1958), syn rakouského předsedy vlády barona Paula Gautsche[12]

Kromě dvou mladších bratrů měl sestru Georginu (1856–1934), provdanou za hraběte Zdenka Kinského (1844–1932), majitele velkostatku Chlumec nad Cidlinou v Čechách.